# Hechtia glomerata
Hechtia glomerata là một loài thực vật có hoa trong họ Bromeliaceae. Loài này được Zucc. mô tả khoa học đầu tiên năm 1843.